# Grażyna Szmacińska
Grażyna Szmacińska (ur. 29 stycznia 1953 w Brzezinach) – polska szachistka, mistrzyni międzynarodowa od 1978 roku, wielokrotna mistrzyni Polski w szachach.

## Kariera szachowa

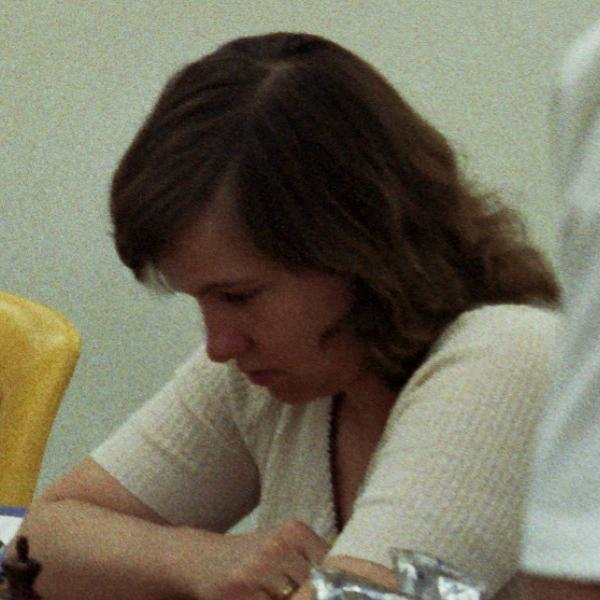
Grażyna Szmacińska, Dubaj 1986

Pierwsze sukcesy odniosła na początku lat 70., zdobywając tytuły mistrzyni Polski juniorek w latach 1970 i 1971. W ciągu kilku lat awansowała do ścisłej czołówki krajowej, w której znajdowała się do końca lat 80. Pierwszy start w finale mistrzostw Polski kobiet w roku 1975 we Wrocławiu przyniósł jej od razu tytuł mistrzyni kraju. Do roku 1989 wystąpiła w finałowych turniejach piętnastokrotnie, łącznie zdobywając 8 medali, w tym 6 złotych (1975, 1976, 1981, 1983, 1986 i 1988). W latach 1977 oraz 1979 zdobyła tytuły wicemistrzowskie. Wielokrotnie startowała w turniejach międzynarodowych, zwyciężając lub dzieląc pierwsze miejsce w m.in. Lublinie (1976), Bydgoszczy (1977, 1980) oraz Piotrkowie Trybunalskim (1978).
Wielokrotnie reprezentowała Polskę w rozgrywkach drużynowych, m.in.: sześciokrotnie na olimpiadach szachowych (w latach 1978, 1980, 1982, 1984, 1986, 1988), na których zdobyła dwa brązowe medale: wspólnie z drużyną (1980) oraz za indywidualny wynik na IV szachownicy (1982), jak również  na turnieju o Puchar Nordycki (Nordic Cup) (w roku 1983), zdobywając wspólnie z drużyną złoty medal.
W roku 1993 zakończyła profesjonalną karierę szachową, jednakże sporadycznie występuje w turniejach krajowych (m.in. w latach 2004–2006 zdobyła trzy medale na Mistrzostwach Polski Policji, w tym złoty w roku 2005).
Najwyższy ranking w karierze osiągnęła 1 stycznia 1987 r., z wynikiem 2315 punktów zajmowała wówczas 29. miejsce na światowej liście FIDE, jednocześnie zajmując 2. miejsce (za Agnieszką Brustman) wśród polskich szachistek.